# Шутте, Арминда
Арминда Шутте (1909 — 1995) — кубинская пианистка.

## Биография
Шутте родилась на ферме Ла-Мерсед, расположенной недалеко от города Матансас, Куба, в хорошо образованной семье из среднего класса. Ее отец, Хулио Шутте, был французом по происхождению и настаивал, чтобы дома семья говорила только по-французски; позже это окажется бесценным. Её мать, кубинка, Ондина Визиедо, имела педагогическое образование («Магистерио»). Мать Шутте была полна решимости добиться, чтобы трое её детей преуспели в жизни. Два брата Шутте выросли и стали известными врачами как на Кубе, так и в панамериканских медицинских обществах. Когда юная Арминда проявила талант к игре на фортепиано, ее родители позаботились о том, чтобы она получила лучшие инструкции. Среди её первых учителей игры на фортепиано была Флора Мора, ученица Энрике Гранадоса. Шутте училась в Городской консерватории Гаваны и дебютировала в 1928 году, исполнив Концерт для фортепиано с оркестром № 1 Чайковского с Симфоническим оркестром Гаваны под управлением Гонсало Роига.

#### Профессиональная жизнь в Кубе и эмиграция
В последующие шесть лет она часто выступала в качестве солиста Симфонического оркестра и выступала в качестве сольницы на таких площадках, как Национальная академия искусств и литературы, Лисео и Атенео де Матансас, Медицинская федерация Кубы и других престижных культурных обществах по всему острову. В 1936 году она дала свой первый концерт под открытым небом на Кубе, будучи солисткой с Симфоническим оркестром в Национальном амфитеатре Департаментом культуры муниципалитета Гаваны. Хотя она, очевидно, была успешной исполнительницей, случайная встреча примерно в это время с великим русским виолончелистом Григорием Пятигорским привела к тому, что ей пришлось стремиться к более высокой степени технического мастерства с предложением учиться в Нью-Йорке у несравненного Иосиф Левина. В 1937 году она уехала с Кубы в Нью-Йорк, где провела большую часть четырех лет, обучаясь у мистера Левинна, а иногда и у мадам Розины Левиной. Уроки проводились на французском языке, так как они не знали испанского, а она в то время плохо знала английский. Вскоре после прибытия в Нью-Йорк она дебютировала 28 октября, открыв концертный сезон Общества Панамериканского центра. После этого она получила приглашение от Колумбийского университета дать концерт в их Институте испанских исследований. Затем она выступила в радиопередаче General Electric (WGY) в Скенектади, Нью-Йорк, где исполнила фортепианный концерт № 1 си-бемоль мажор, соч. 16, ее любимый концерт Сергея Борткевича. Вернувшись на Кубу в 1941 году, она основала в районе Ведадо Гаваны Музыкальный институт Арминды Шутте, получивший национальную академическую аккредитацию Министерства образования для присуждения степеней, сертификатов и дипломов. Она продолжала выступать и преподавать, в конечном итоге работая инспектором музыки в Министерстве образования. Учитывая приход коммунизма на остров, она покинула Кубу в 1963 году вместе со своей овдовевшей матерью через Мексику с целью поиска политического убежища в Соединенных Штатах.

#### Жизнь в Штатах и смерть
После непродолжительного пребывания в Мехико, Шутте и её мать поселились в Майами, Флорида, недалеко от её младшего брата Хосе Антонио и его семьи. Ее старший брат Хулио умер в 1961 году. Это был трудный семейный период, когда ее младший брат умер в 1965 году, а ее мать умерла в 1966 году. Сначала она осталась с семьей, но впоследствии Шутте переехала жить одна, купила маленьком дом, изучала английский и начала давать частные уроки,  надеясь на её репутацию в большом кубинском сообществе. Со временем она была назначена дополнительным преподавателем Университета Майами (Корал-Гейблс), Международного университета Флориды и Общественного колледжа Майами-Дейд. За 16 месяцев, с ноября 1969 года по март 1971 года, она представила три известных сольных концерта в Университете Майами, в том числе сольный концерт Шумана (ее общепризнанный любимый композитор). В 1980 году, в возрасте 71 года, она снова исполнила сложный фортепианный концерт № 1 си-бемоль мажор Борткевича в сольном концерте с Виктором де Диего в Международном университете Флориды. Она умерла 5 мая 1995 года в Майами, Флорида, в возрасте 85 лет. Она была одной из самых известных пианисток Кубы.

## Карьера
Искусство Шутте характеризовалось трансцендентальной пианистической техникой, которая была властной, эффективной, без намека на аффектацию или яркость и сочеталась с высоким талантом интерпретации, а также с широким, прочным и в высшей степени утонченным культурным образованием. Ее репертуар определенно был периодом общепринятой практики, включая всех основных представителей эпохи барокко (особенно Баха), классического и романтического периодов. (Она никогда не исполняла фортепианный концерт своего любимого композитора Роберта Шумана.) Из 20-го века она принимала в основном только Дебюсси, Равеля, Гранадоса и других латинских композиторов, а также Рахманинова и некоторых Скрябина, но избегала додекафонии Второй Венской школы и вторая гармония зрелого стиля Бартока. Одним из ее фирменных вызовов на бис стала восхитительно живописная «Музыкальная шкатулка» Иммануила Либиха.

## Педагогика
Шутте провела тщательную теоретическую подготовку своих учеников и использовала «Теорию музыки» А. Данхаузера в качестве основы, дополненную другими интерваллическими, скалярными и гармоническими исследованиями. Ученики также обучались европейской традиции фиксированной сольфеджио  (которая до сих пор используется в Джульярдской школе и Институте Кертиса для применения в пении с листа и транспонировании с листа. Принципы русской школы техники в том виде, в каком они были получены от Левинов, изучались, от самых фундаментальных поз, форм и движений рук, пальцев и запястий, до самых сложных аспектов с использованием систематического обзора механических упражнений (Шмитт, Исидор Филипп , Теодор Куллак, Герман Беренс, Игнац Мошелес) и этюды (Карл Черни, Крамер, Муцио Клементи, Шопен и другие). Репертуар и принципы интерпретации строились из четверки И.С. Баха, классических сонат, романтической литературы и произведений XX века. Ее знание литературы было основательным, и она, как известно, с легкостью вызывала исправленные заметки через всю студию или из соседней комнаты в своем доме. Некоторые из ее студентов из США достигли такого признания, как национальные и мировые награды за композицию, выступления на местном телевидении и радио, прием в Джульярдскую школу и в выпускные отделения Университета Индианы и Музыкального колледжа-консерватории Университета Цинциннати, а также последующие должности преподавателей в колледжах, университетах и Школе искусств Нового Света.